# Marek Červenka
Marek Červenka (* 17. prosince 1992 Praha) je český fotbalový útočník, od roku 2024 působící v FK Viagem Ústí nad Labem. Jeho fotbalovým vzorem je španělský útočník Fernando Torres. Jeho starší bratr Roman je hokejovým útočníkem.

## Klubová kariéra
Svoji fotbalovou kariéru začal v SK Slavia Praha. V průběhu mládeže odešel nejprve na hostování do Bohemians 1905 a později do Meteoru Praha. V roce 2012 se propracoval do prvního mužstva Sešívaných. Na jaře 2012 hostoval v FC Graffin Vlašim, podzimní část ročníku 2013/14 strávil na hostování v FK Viktoria Žižkov. V létě 2014 odešel hostovat do FK Baník Sokolov. Po půl roce se vrátil do Slavie. 15. září 2015 byl uvolněn na půlroční hostování do týmu FC Baník Ostrava.